# Astralium brevispina
Astralium brevispina är en snäckart som först beskrevs av Jean-Baptiste Lamarck 1822.  Astralium brevispina ingår i släktet Astralium och familjen turbinsnäckor. Inga underarter finns listade i Catalogue of Life.